# Corinna Genest
Corinna Genest (* 16. August 1938 in Konstanz; † 22. November 2023) war eine deutsche Schauspielerin.

## Leben
Genest war die Tochter von Gudrun Genest und stammte aus einer Verbindung mit Rudolf Diels. Ihr Stiefvater wurde der Schauspieler Aribert Wäscher; ihr Vater Rudolf Diels heiratete nach ihrer Geburt Ilse Göring, Enkelin und gleichzeitig Schwiegertochter von Heinrich Ernst Göring.
Corinna Genest studierte in Berlin bei Marlise Ludwig und Elsa Wagner. Erste Theaterengagements hatte sie dort, es folgten  Hamburg, Kassel und München. Ihr komödiantisches Talent brachte ihr Rollen an vielen deutschen Boulevard-Theatern.
Weiterhin spezialisiert auf das Komödienfach begann Mitte der 1960er Jahre ihre Karriere vor der Kamera in  Filmen wie Immer Ärger mit den Paukern (1968), Unser Doktor ist der Beste (1969) oder Wenn du bei mir bist (1970). Es folgten Gastrollen in Fernsehserien wie Der Alte oder Das Traumschiff. Große Popularität beim Fernsehpublikum erreichte sie an der Seite von Manfred Krug als Rechtsanwaltsgehilfin Paula in der Serie Liebling Kreuzberg von 1986 bis 1990 und 1997/1998. 1993 spielte sie außerdem in 41 Folgen der Sitcom Unter einer Decke, Ende der 1990er Jahre eine Gastrolle in girl friends. Danach war sie wieder verstärkt im Theater zu sehen.
Corinna Genest war von 1965 bis zu dessen Tod mit ihrem Schauspieler-Kollegen Karl Schönböck (1909–2001) verheiratet. Genest starb am 22. November 2023 im Alter von 85 Jahren.

## Filmografie (Auswahl)
- 1960: Lampenfieber
- 1964: Das Pferd (TV)
- 1968: Immer Ärger mit den Paukern
- 1969: Unser Doktor ist der Beste
- 1970: Die seltsamen Methoden des Franz Josef Wanninger – Die Doublette
- 1970: Wenn du bei mir bist
- 1970: Nachbarn sind zum Ärgern da
- 1971: Das haut den stärksten Zwilling um
- 1972: Scheidung auf musikalisch (TV)
- 1972: Mensch ärgere dich nicht
- 1972: Fünf Tage hat die Woche – Zwischenmenschliche Beziehungen (Fernsehserie)
- 1972: Fünf Tage hat die Woche – Für treue Dienste (Fernsehserie)
- 1973: Libero (TV-Dokumentation)
- 1978: Hurra, die Schwedinnen sind da
- 1978: Der Alte – Marholms Erben (Fernsehserie)
- 1980: Heiße Kartoffeln
- 1981: Wie man sich bettet (TV)
- 1981: Das Traumschiff (Fernsehserie, eine Folge)
- 1982: 6 Richtige (TV-Serie)
- 1984: Mama Mia – Nur keine Panik
- 1985: Mein Freund Harvey (TV)
- 1985: Schöne Ferien – Urlaubsgeschichten aus Mallorca (Fernsehreihe)
- 1985: Die Schwarzwaldklinik (Folge 12. Die falsche Diagnose)
- 1986–1990 & 1997/1998: Liebling Kreuzberg (Fernsehserie, Staffel 1, 2, 3, 5)
- 1986: Geld oder Leber!
- 1987: Diplomaten küßt man nicht (Fernsehserie)
- 1990: Trautes Heim (Fernsehserie)
- 1992: Glückliche Reise – Australien (Fernsehreihe)
- 1993: Unter einer Decke (Fernsehserie)
- 1994: Ihre Exzellenz, die Botschafterin (Fernsehserie)
- 1996–2002: girl friends – Freundschaft mit Herz (Fernsehserie)
- 1997: Das Amt (Fernsehserie)
- 1998: Wiedersehen in Palma (TV)
- 1999: Im Namen des Gesetzes – Die dunkle Seite (Fernsehserie)

## Theater
- 1976: Marcel Mithois: Arc de Triomphe – Regie: ? (Komödie am Kurfürstendamm Berlin)